# Liste des bourgmestres actuels des grandes villes de l’Allemagne
 (août 2023).
Cette page dresse la liste des bourgmestres des grandes villes allemandes.
| Ville               | Nom                        | Depuis (le)       |
| ------------------- | -------------------------- | ----------------- |
| Aix-la-Chapelle     | Sibylle Keupen             | 1er novembre 2020 |
| Augsbourg           | Kurt Gribl                 | 1er mai 2008      |
| Berlin              | Franziska Giffey           | 21 décembre 2021  |
| Bielefeld           | Pit Clausen                | 21 octobre 2009   |
| Bochum              | Thomas Eiskirch            | 21 octobre 2015   |
| Bonn                | Ashok-Alexander Sridharan  | 21 octobre 2015   |
| Brême               | Carsten Sieling            | 15 juillet 2015   |
| Brunswick           | Ulrich Markurth            | 1er juillet 2014  |
| Cassel              | Bertram Hilgen             | 2005              |
| Chemnitz            | Barbara Ludwig             | 2006              |
| Cologne             | Henriette Reker            | 20 novembre 2015  |
| Dortmund            | Ullrich Sierau             | 18 mai 2010       |
| Dresde              | Dirk Hilbert               | 1er mars 2015     |
| Duisbourg           | Sören Link                 | 4 juillet 2012    |
| Düsseldorf          | Stephan Keller             | 1er novembre 2020 |
| Erfurt              | Andreas Bausewein          | 1er juillet 2006  |
| Essen               | Thomas Kufen               | 21 octobre 2015   |
| Francfort           | Peter Feldmann             | 28 juin 2012      |
| Fribourg-en-Brisgau | Peter Feldmann             | 1er juillet 2002  |
| Gelsenkirchen       | Frank Baranowski           | 2004              |
| Hagen               | Erik O. Schulz             | 15 juin 2014      |
| Halle               | Bernd Wiegand              | 1er décembre 2012 |
| Hambourg            | Peter Tschentscher         | 28 mars 2018      |
| Hamm                | Thomas Hunsteger-Petermann | 1er octobre 1999  |
| Hanovre             | Stefan Schostok            | 11 octobre 2013   |
| Herne               | Frank Dudda                | 2015              |
| Karlsruhe           | Frank Mentrup              | 1er mars 2013     |
| Kiel                | Ulf Kämpfer                | 24 avril 2014     |
| Krefeld             | Frank Meyer                | 21 octobre 2015   |
| Leipzig             | Burkhard Jung              | 29 mars 2006      |
| Leverkusen          | Uwe Richrath               | 2015              |
| Lübeck              | Bernd Saxe                 | 2000              |
| Ludwigshafen        | Jutta Steinruck            | 1er janvier 2018  |
| Magdebourg          | Lutz Trümper               | 1er juillet 2001  |
| Mannheim            | Peter Kurz                 | Août 2007         |
| Mayence             | Michael Ebling             | 2012              |
| Mönchengladbach     | Hans Wilhelm Reiners       | 2014              |
| Mülheim             | Ulrich Scholten            | 14 septembre 2015 |
| Munich              | Dieter Reiter              | 1er mai 2014      |
| Münster             | Markus Lewe                | 2009              |
| Nuremberg           | Ulrich Maly                | 1er mai 2002      |
| Oldenbourg          | Jürgen Krogmann            | 2014              |
| Oberhausen          | Daniel Schranz             | 21 octobre 2015   |
| Osnabrück           | Daniel Schranz             | 2013              |
| Rostock             | Roland Methling            | 2005              |
| Sarrebruck          | Charlotte Britz            | 1er octobre 2004  |
| Solingen            | Tim Kurzbach               | 2015              |
| Stuttgart           | Fritz Kuhn                 | 7 janvier 2013    |
| Wiesbaden           | Sven Gerich                | 1er juillet 2013  |
| Wuppertal           | Andreas Mucke              | 20 octobre 2015   |